# Isabella; or, The Pot of Basil

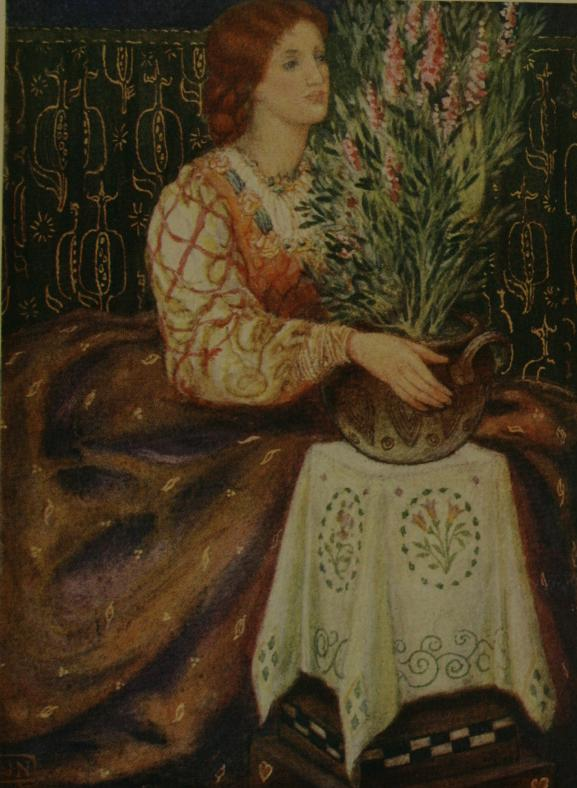
W.J. Neatby, Isabella. Ilustracja od poematu Johna Keatsa

Isabella; or, The Pot of Basil – poemat angielskiego romantyka Johna Keatsa z 1818, oparty na historii z Dekamerona Giovanniego Boccaccia. Utwór jest napisany oktawą, czyli włoską strofą ośmiowersową rymowaną abababcc. Składa się z sześćdziesięciu trzech zwrotek.

Fair Isabel, poor simple Isabel!
Lorenzo, a young palmer in Love’s eye!
They could not in the self-same mansion dwell
Without some stir of heart, some malady;
They could not sit at meals but feel how well
It soothed each to be the other by;
They could not, sure, beneath the same roof sleep
But to each other dream, and nightly weep.

Historia jest makabryczna. Kiedy ukochany Izabeli ginie z rąk jej braci, obawiających się o honor siostry i dobre imię rodziny, dziewczyna, której objawił się we śnie, wykopuje jego ciało i trzyma głowę w donicy z bazylią. Gdy bracia odkrywają to i zabierają naczynie, umiera z żalu.